# 马西埃拉-迪阿尔科巴
马西埃拉-迪阿尔科巴是葡萄牙阿威罗区的一个堂区。总面积9.39平方公里，总人口110人，人口密度11.7人/平方公里。